# Альжутки
Альжутки (біл. вёска Альжуцкі) — село в складі Мядельського району Мінської області, Білорусь. Село підпорядковане Будславській сільській раді, розташоване в північній частині області.

## Історія
З 1793 після другого розділу Речі Посполитої Альжутки, як і вся Вілейщина, входила до складу Російської імперії, був утворений Вілейський повіт у складі спочатку Мінської губернії, а з 1843 - Віленської губернії.
У 1921–1945 роках село знаходилось у Польщі, у Вільнюськім воєводстві, Вілейського повіту, у гміні Крывічы.

## Населення
- 1921 рік — 76 людини, 13 будинків[2]
- 1931 рік — 83 людини, 14 будинків[3].